# Эмбриогенез человека
Эмбриогенез человека — развитие и формирование человеческого эмбриона. Он характеризуется процессом клеточного деления и клеточной дифференцировки в эмбрионе, который происходит на ранних стадиях развития. В биологических кругах развитие человека подразумевает рост от одноклеточной зиготы до взрослого человека. Оплодотворение происходит, когда сперматозоидная клетка успешно входит и сливается с яйцеклеткой. Затем генетический материал спермы и яйцеклетки объединяется в одну клетку, называемую зиготой. Эмбриогенез охватывает первые восемь недель развития; в начале девятой недели эмбрион начинает называться плодом. 8 недель состоят из двадцати трёх стадий. 
Эмбриология человека - это изучение развития плода на протяжении первых восьми недель после оплодотворения. Нормальный период беременности составляет около 9 месяцев или 40 недель.
Зародышевую стадию относят к периоду, начинающемуся с оплодотворения через развитие раннего эмбриона до того, как эмбрион закрепится в матке. Зародышевая стадия занимает около 10 дней. На этой стадии зигота начинает делиться. Этот процесс называется расщеплением. Потом формируется бластоциста, которая затем имплантируется в матку. Эмбриогенез продолжается следующей стадией - гаструляцией, когда в процессе гистогенеза формируются 3 зародышевых слоя. Затем следуют процессы нейруляции и органогенеза.
По сравнению с эмбрионом, у плода более узнаваемый внешний вид и более полный набор внутренних органов. Весь процесс эмбриогенеза включает в себя согласованные пространственные и временные изменения в экспрессии генов, росте и дифференцировке клеток. Почти такие же процессы происходят и у других животных, особенно у типа Хордовые.

## Зародышевая стадия

Начальные стадии эмбриогенеза у человека

### Оплодотворение
Оплодотворение происходит, когда сперматозоид успешно проник в яйцеклетку и два набора генов, носимых гаметами, соединились. В результате получается зигота - одиночная диплоидная клетка. Этот процесс обычно происходит в одной из фаллопиевых труб. У зиготы комбинированный набор генов из 23 хромосом от женской и мужской гамет (23 из ядра яйцеклетки и 23 из ядра сперматозоида). 46 хромосом претерпевают изменения перед митотическим делением, в результате которого эмбрион состоит уже из двух клеток.
Оплодотворение активируется тремя процессами, которые, кроме того, контролируют специфичность вида. Первый процесс - хемотаксис. Он направляет движение сперматозоида в сторону яйцеклетки. Когда сперматозоид соединился с яйцеклеткой, начинается третий процесс - акросомная реакция. Передняя часть головки сперматозоида покрыта акросомой, содержащей пищеварительные ферменты. Она прорывает гликопротеиновую оболочку яйцеклетки (известную также как Zona pellucida) и позволяет сперматозоиду туда проникнуть. После проникновения сперматозоид выделяет кальций, который блокирует проход другим сперматозоидам. Параллельно этому в яйцеклетке происходит кортикальная реакция. Во время неё выделяются кортикальные гранулы, выделяющие ферменты, которые расщепляют рецепторные протеины сперматозоидов, таким образом предотвращая полиспермию. Кроме того, гранулы сливаются с плазматической мембраной и изменяет прозрачную оболочку яйцеклетки, предотвращая дальнейшее проникновение сперматозоида.

### Расщепление
Процесс расщепления начинается, когда зигота делится митозом на две клетки. Дальше митоз продолжается и две клетки делятся на четыре, четыре делятся на восемь и так далее. Каждое деление занимает от 12 до 24 часов. По сравнению с остальными клетками зигота больше и подвергается расщеплению почти не увеличиваясь в размере. Это означает, что после каждого успешного деления отношение ядерного и цитоплазматического генетического материала увеличивается.
Изначально, делящиеся клетки (бластомеры) не дифференцированы и объединены в сферу, окружённую зоной пеллюцидой. Сформировавшиеся восемь бластомеров начинают слипаться в процессе, известном как уплотнение. Они начинают формировать щелевые контакты, позволяющие им развиваться совместно и координировать свой ответ на физиологические сигналы и  сигналы окружающей среды.
Когда количество клеток достигает шестнадцати, сплошная оболочка с клетками называется морула.

## Развитие органов и систем органов
Развитие органов начинается в течение третьей-восьмой недели эмбриогенеза

### Кровь
Из мезодермы развиваются гематопоэтические стволовые клетки, которые приводят к возникновению всех клеток крови.

## Дополнительные изображения

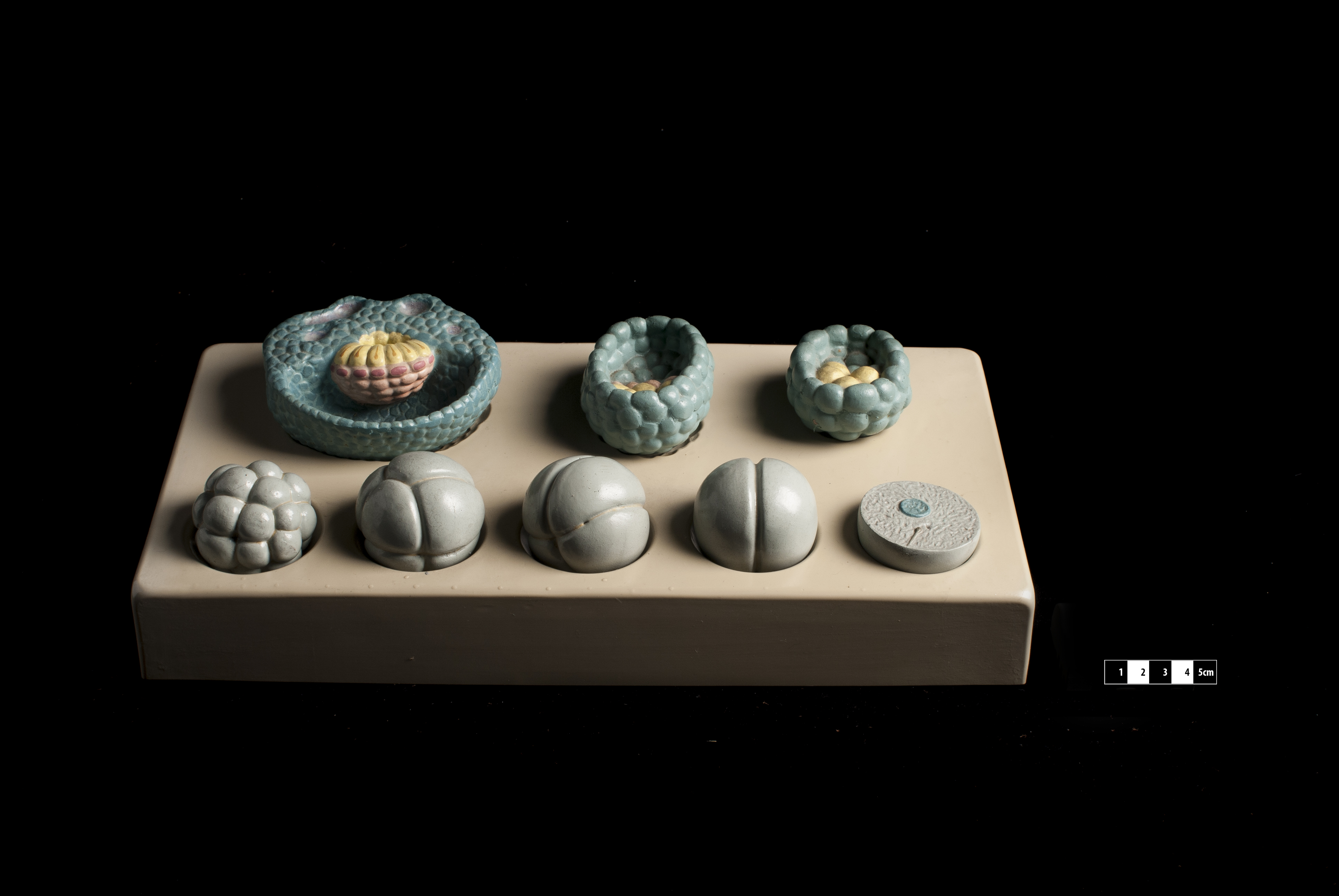
Диаграмма разных стадий эмбриогенеза
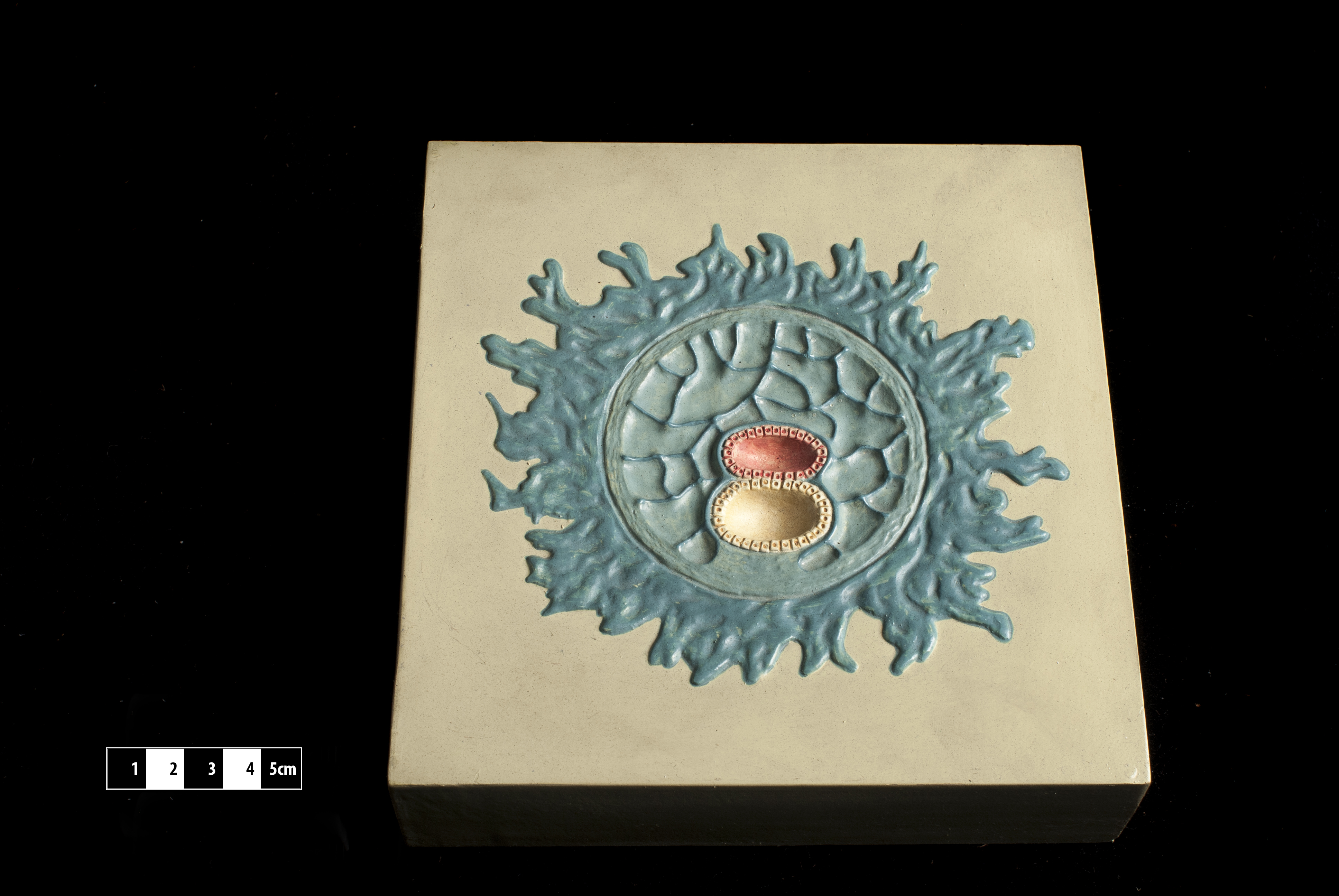
Ранняя стадия гаструляции
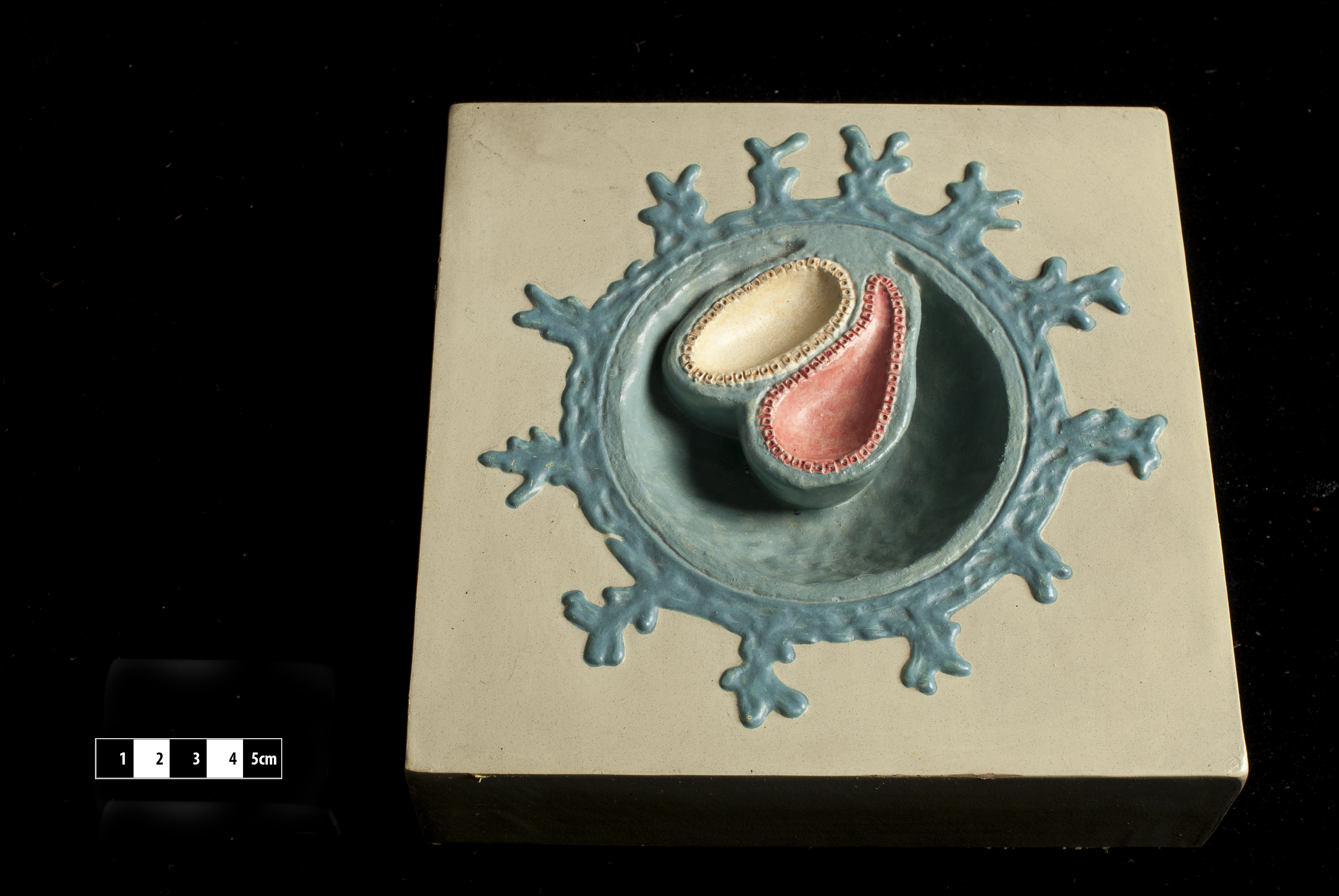
Поздняя стадия гаструляции
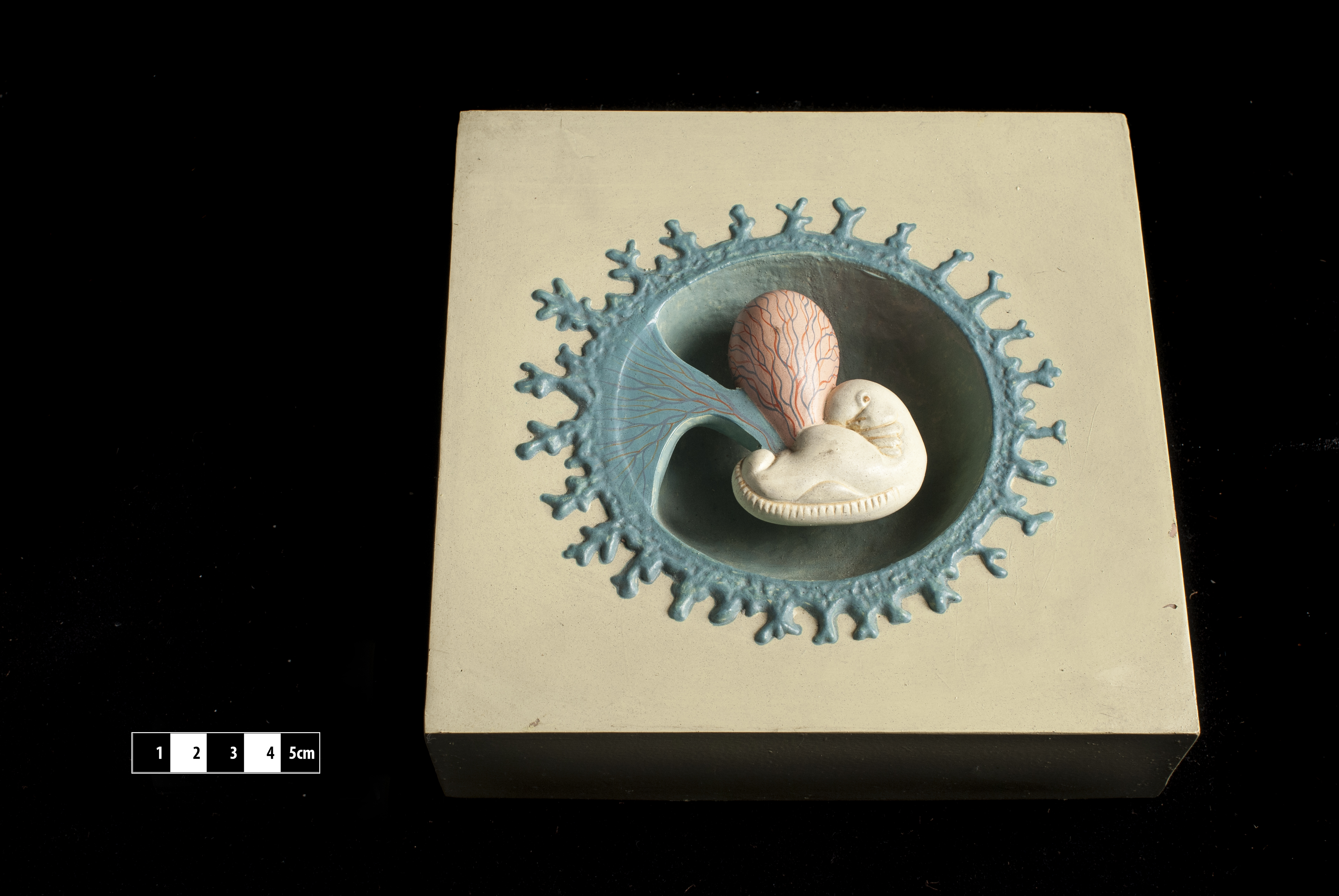
Верхушка формирующегося эмбриона
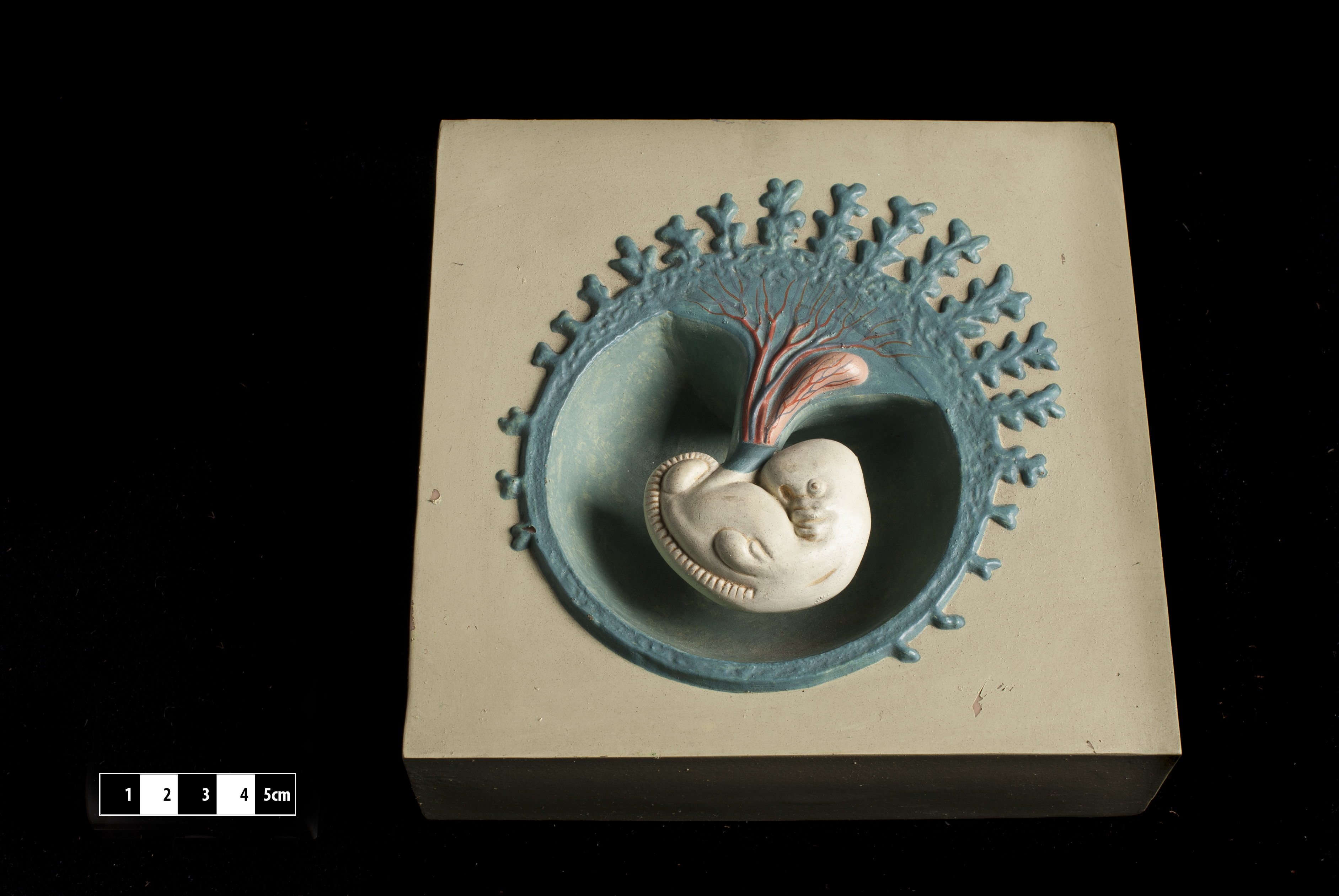
Образование эмбриональных полостей и сред
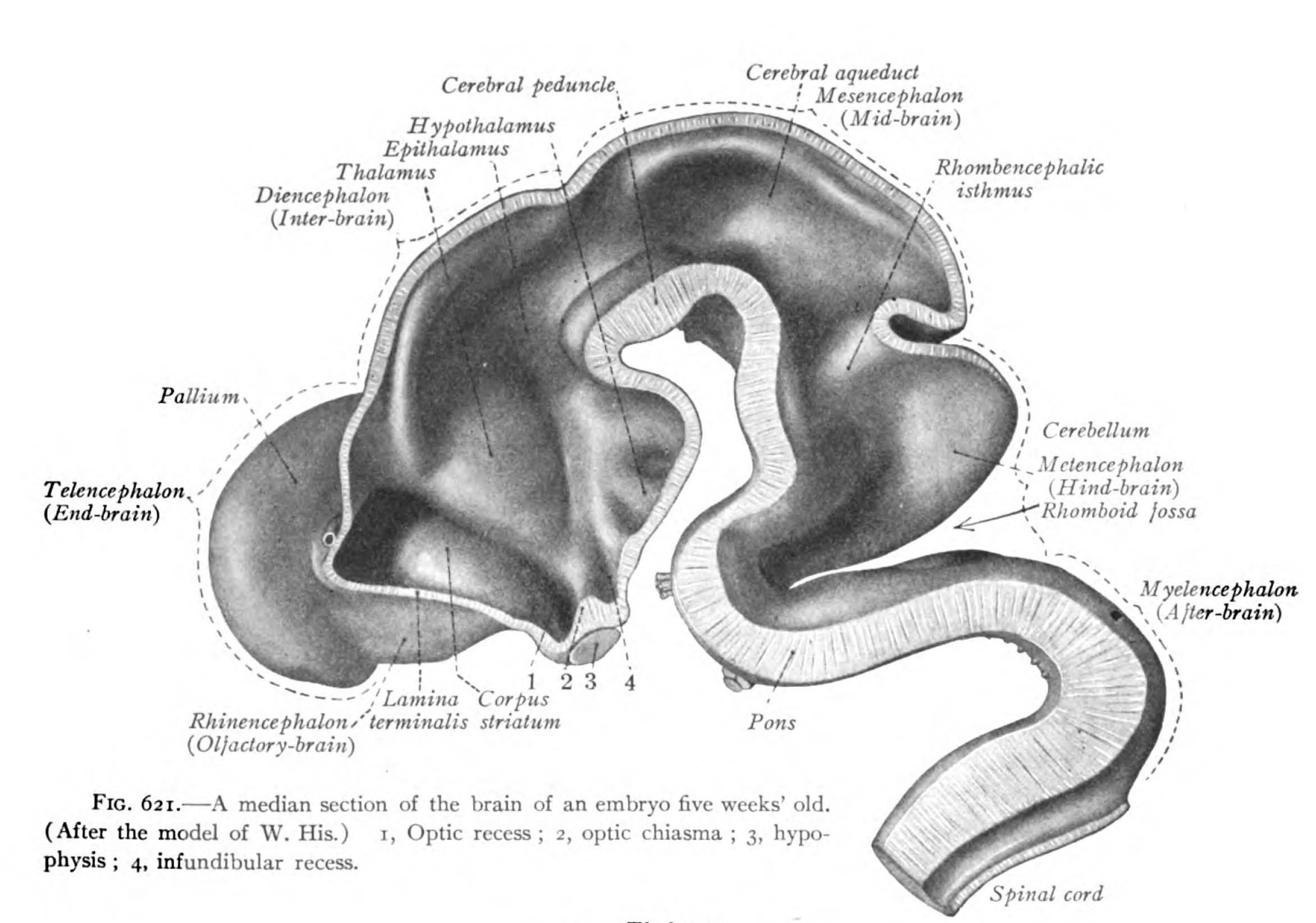
Спинной мозг и позвоночник на 5-й неделе развития
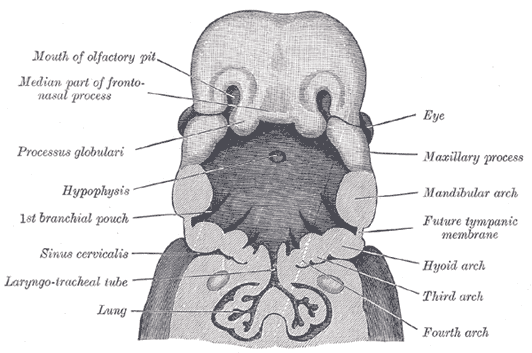
Голова и шея на 32-й день